# Gloucester College (Oxford)
O Gloucester College, foi uma instituição beneditina da Universidade de Oxford, em Oxford, Inglaterra, do final do século XIII até a dissolução dos mosteiros no século XVI. Nunca foi um típico colégio da Universidade; havia uma divisão interna no colégio, por unidades de escada, em partes onde os mosteiros que enviavam monges tinham autoridade efetiva. O chefe geral era chamado de "Prior", depois mudado para "Prior Studentium" e, finalmente, "Principal".

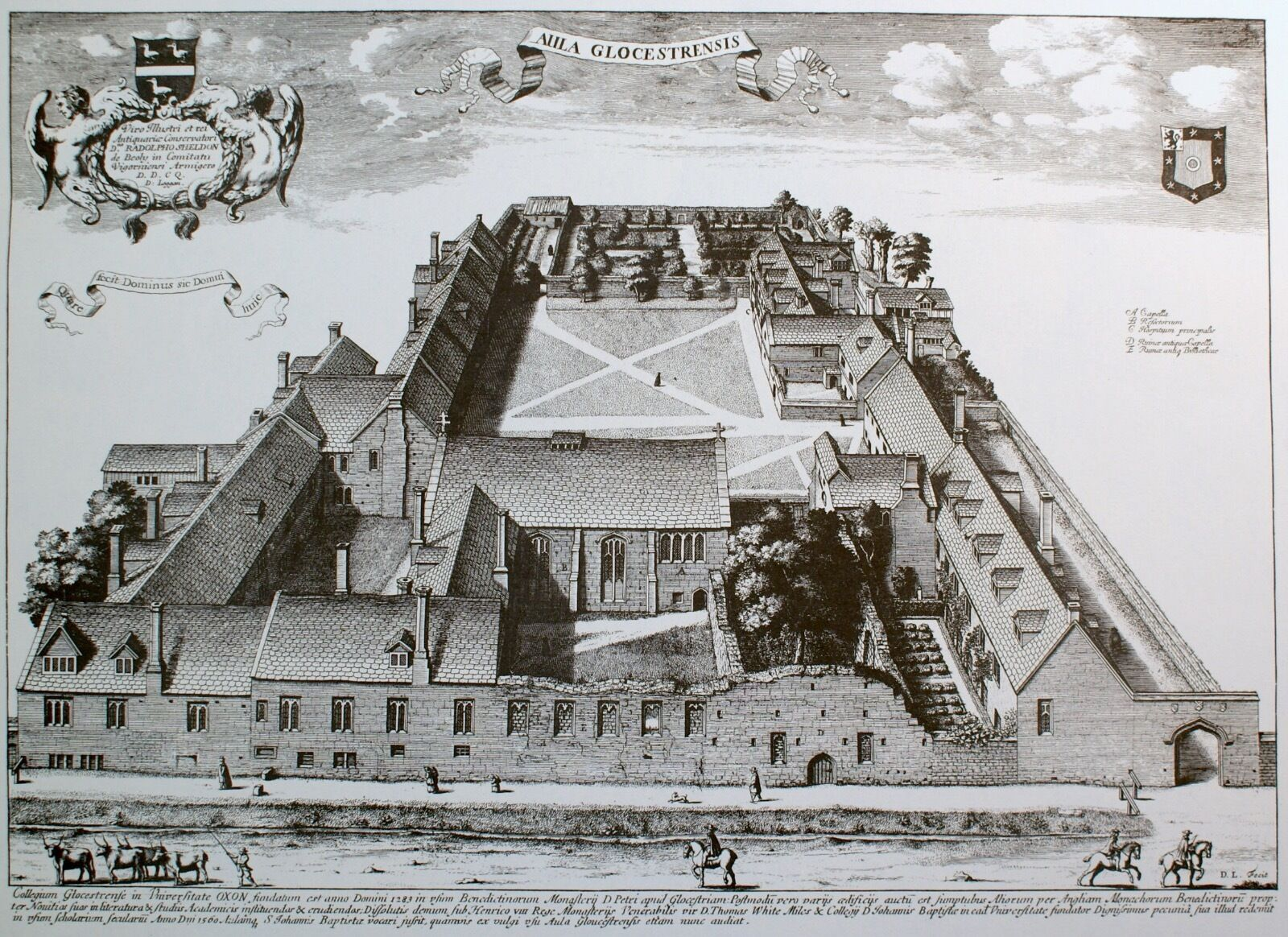
Gloucester Hall em 1675

Posteriormente, foi renomeado como "Gloucester Hall", um salão acadêmico e anexo de St John's College, sendo novamente refundado em 1714 com o nome de Worcester College por Sir Thomas Cookes.

## História

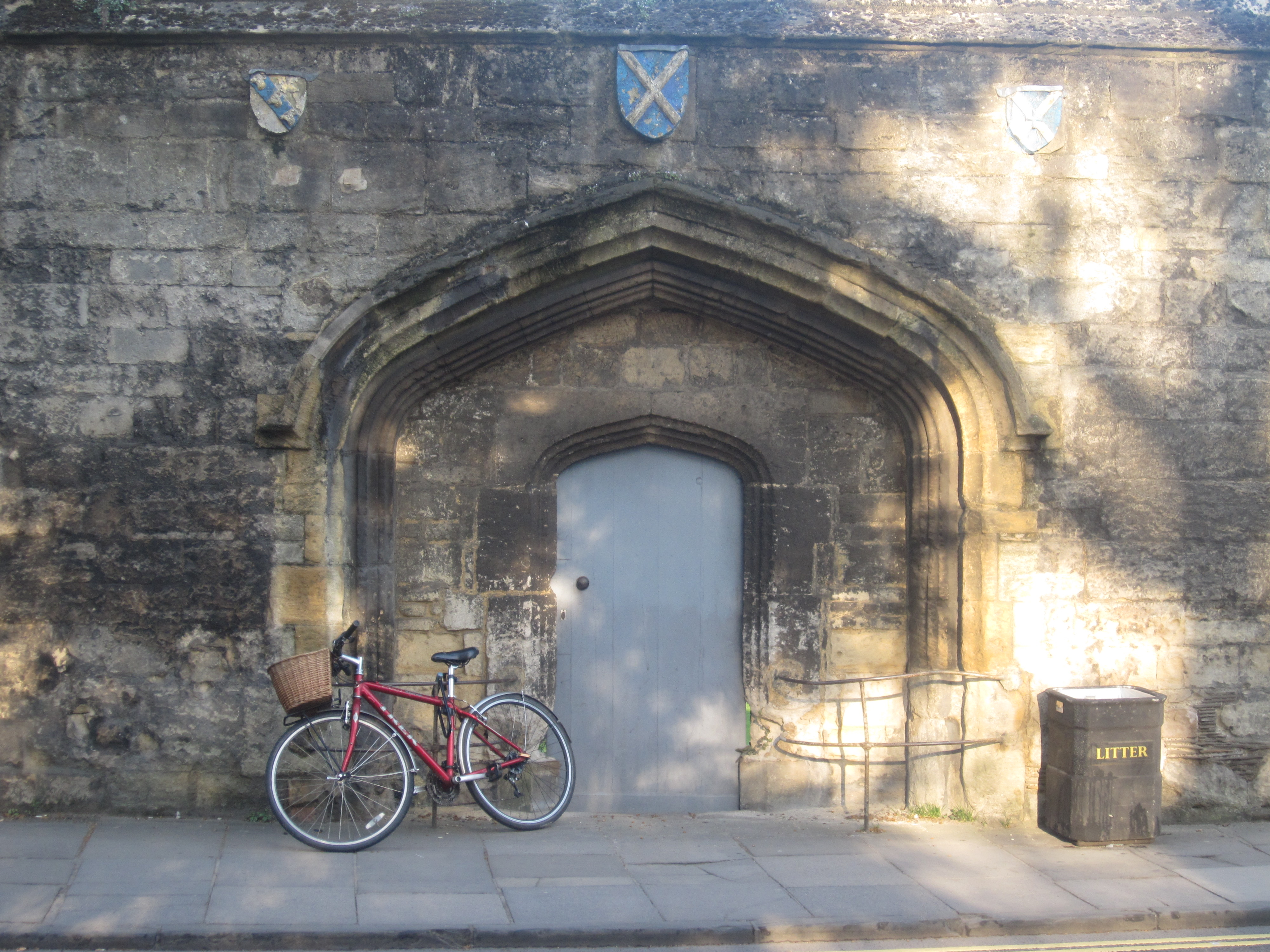
Portão do século XV da Gloucester College com as armas das abadias de Winchcombe, St Albans e Ramsey

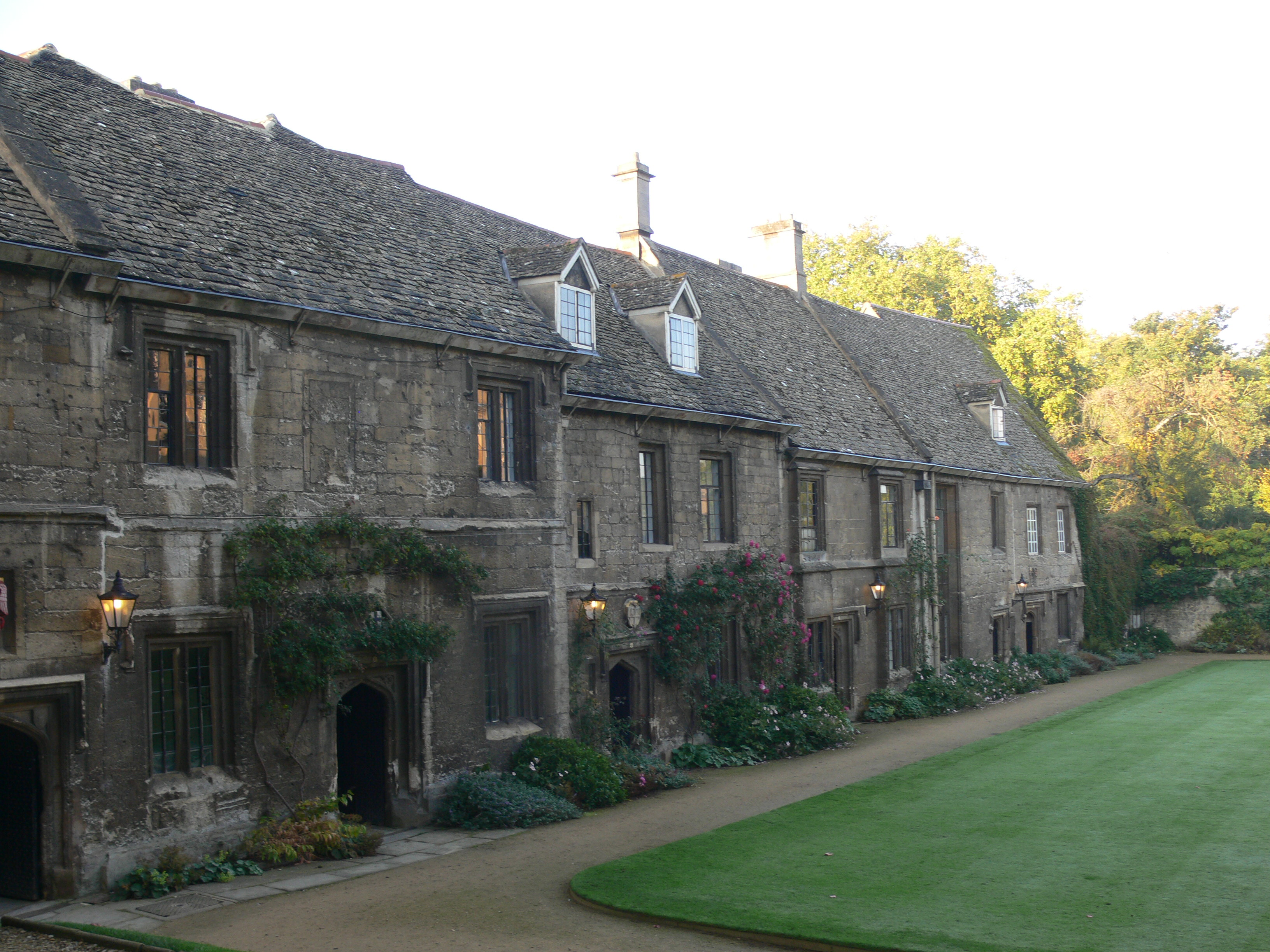
Imeng dos edifícios remanescentes do século XV do Gloucester College, com as armas de várias abadias acima das portas

A fundação inicial foi em 1283. John Giffard doou uma casa na Stockwell Street, Oxford. Houve fricção inicial com os carmelitas locais. Esta foi uma doação para os beneditinos da província de Canterbury. O controle das 13 vagas para monges ficou a cargo da abadia de São Pedro. O primeiro prior foi Henry de Heliun.
O Papa Bento XII, em 1337, decretou na bula pontíficia que 5% dos monges beneditinos deveriam ser estudantes universitários. A bula também levou à mudança do título de Prior para Prior Studentium, eleito pelos próprios estudantes. Mas, a partir do meio do século XIV, havia uma alternativa na Universidade de Cambridge. Havia também o Durham College e o Canterbury College, ambos em Oxford. Embora a área de abrangência após 1337 incluísse a Província de York, o número de estudantes nunca foi alto, sendo um dos motivos o custo de vida em Oxford (que o mosteiro de origem tinha que arcar). Após a Peste Negra, o Gloucester College foi fechado por um tempo. Em 1537, foi encontrado com 32 estudantes.
Na dissolução, a propriedade passou para a Coroa Inglesa, depois para o Bispo de Oxford em 1542, que a vendeu para Sir Thomas White White. White foi o fundador do St John's College, Oxford, e o Gloucester Hall, como então foi chamado, foi tratado como um anexo do St John's College.
O penúltimo Principal do Gloucester Hall, Benjamin Woodroffe, estabeleceu o "Greek College" para estudantes ortodoxos gregos virem a Oxford, parte de um esquema para fazer ligações ecumênicas com a Igreja da Inglaterra. Este foi ativo de 1699 a 1705, embora apenas 15 gregos estejam registrados como membros.
O status do Gloucester Hall mudou no século XVIII, quando foi refundado em 1714 por Sir Thomas Cookes como Worcester College, Oxford. O Gloucester Green de Oxford, que ficava em frente ao antigo Colégio, e o edifício Gloucester House dentro do colégio atual preservam o nome.

## Chefes da casa
Prior
- fl. 1283–1292 Henry de Heliun/Helm
- 1302 William de Camme
- 1356 Walter de Cham'

Prior Studentium
- 1366 Adam Easton
- 1376 –1377 Everard
- 1381 John Welles
- 1389 Simon Suthereye
- 1393 William Barwe

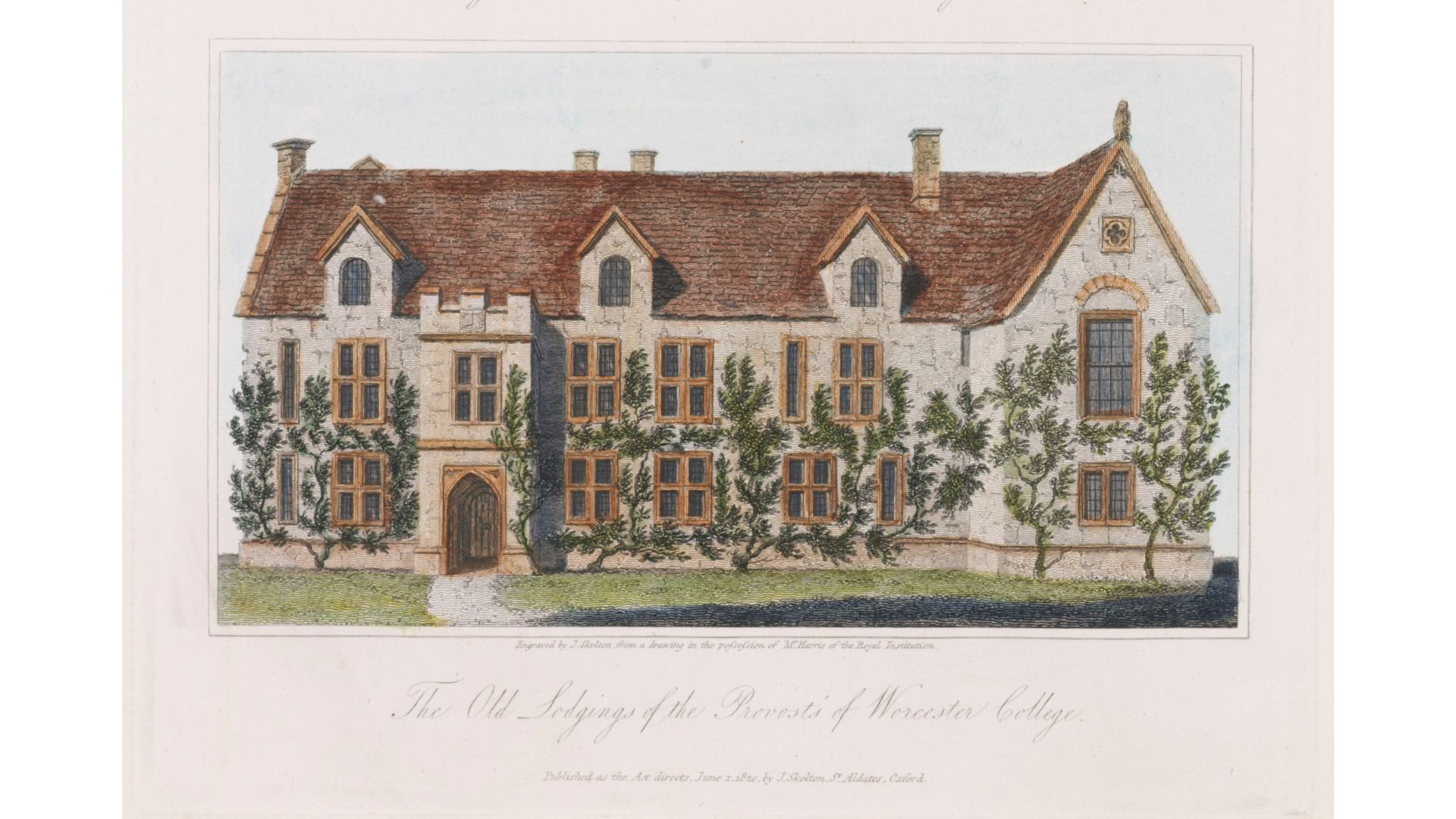
Os alojamentos dos chefes da casa

- 1401–1407 John Fordham (renunciou c. 1410)
- c. 1414–1417 John Wethamstede
- c. 1417–1423 Thomas Ledbury
- c. 1425–1426 Edmund Kirton
- fl. 1429–1431 John Bevere
- c. 1439–1442 Thomas Knyght (alegado)
- 1446 William Wroughton
- 1451 Mag. Tully
- 1452 Richard Ryngstede
- 1492 John Kyllyngworth
- 1502 Dr. Stangwell/Stanywell
- c. 1512 John Wynnyscombe/Wynchecombe
- 1522 Thomas Barton
- 1522–1528 John Newbolde
- fl. 1526–1529 Anthony Dunston/Kitchin
- c. 1530 Humphrey Webley
- 1534–1535 Andrew Alton
- 1537 Robert Joseph
- 1538 Thomas Wellys[11][12]

Principal
- 1560–1561 William Stocke
- 1561–1563 Richard Eden
- 1563–1564 Thomas Palmer
- 1564–1576 William Stocke
- 1576–1580 Henry Russell
- 1580–1581 Christopher Bagshawe
- 1581–1593 John Delabere
- 1593–1626 John Hawley
- 1626–1647 Degory Wheare
- 1647–1647 John Maplett
- 1647–1660 Tobias Garbrand
- 1660–1662 John Maplett
- 1662–1692 Byrom Eaton
- 1692–1711 Benjamin Woodroffe
- 1712–1714 Richard Blechynden[13]

## Alunos famosos

### Gloucester College (1283–1542)
- John Lydgate (supostamente)

### Gloucester Hall (1542–1714)
- Robert Catesby
- Edward Kelley